# Monica Holler
Monica Holler (Laxå, 15 mei 1984) is een wielrenner uit Zweden.
In 2002 werd Holler derde bij het WK voor junioren in Zolder.
In 2004 werd ze Europees kampioen op de weg, en eindigde ze tweede op het Zweeds kampioenschap wielrennen op de weg.
In 2006 schreef zij de Parel van de Veluwe op haar naam, en werd zij derde in de Open de Suède Vårgårda. In 2009 werd zij tweede in de meerdaagse wedstrijd Trophée d'Or.